# Forever Tour Summer 2022
Forever Tour es la séptima gira de conciertos de la boy band estadounidense Big Time Rush. La gira comenzó el 23 de junio de 2022, en Oxon Hill, Estados Unidos, y está programada para terminar el 5 de marzo de 2023 en Río de Janeiro, Brasil. La banda anunció la gira y sus fechas el 21 de febrero de 2022, y la preventa de entradas comenzó el 23 de febrero. El 8 de marzo de 2022, se confirmó que la banda viajaría por todo el mundo en un anuncio de tres nuevos shows añadidos en México. Las entradas para los tres nuevos conciertos se agotaron en menos de un día. El día 25 de junio, el grupo confirmó que el tour continuará el próximo año en Sudamérica con 4 nuevas fechas en Chile, Argentina, Colombia y Brasil.

## Repertorio
| America del Norte - Oxon Hill |
| --- |
| 1. "Windows Down" 2. "Music Sounds Better with U" 3. "Honey" 4. "Love Me Again" 5. "Any Kind of Guy" 6. "Amazing" 7. "Call It Like I See It" 8. "Show Me" 9. "Not Giving You Up" 10. "Halfway There" 11. "Stuck" 12. "No Idea" 13. "Confetti Falling" 14. "I Know You Know" 15. "Worldwide" 16. "Time of Our Life" 17. "Paralyzed" 18. "Fall" 19. "City Is Ours" / "Big Night" / "Til I Forget About You" 20. "Nothing Even Matters" 21. "If I Ruled the World" 22. "Big Time Rush" 23. "Boyfriend" |

| America del Norte - Boston |
| --- |
| 1. "Windows Down" 2. "Music Sounds Better With U" 3. "Honey" 4. "Love Me Again" 5. "Any Kind of Guy" 6. "Amazing" 7. "Call It Like I See It" 8. "Show Me" 9. "Not Giving You Up" 10. "Halfway There" (Kendall on guitar) 11. "Stuck" (James on keyboards) 12. "No Idea" 13. "Confetti Falling" 14. "Na Na Na / Signed, Sealed, Delivered I'm Yours / As It Was / Giant Turd" (Acoustic) (Carlos on ukulele) 15. "I Know You Know"(Acoustic) 16. "Worldwide"(Acoustic) 17. "Time of Our Life" 18. "Paralyzed" 19. "Fall" 20. "City Is Ours / Big Night / Til I Forget About You" 21. "Nothing Even Matters" 22. "If I Ruled the World" 23. "Big Time Rush" 24. "Boyfriend" |

| America del Norte - Philadelphia |
| --- |
| 1. "Windows Down" 2. "Music Sounds Better With U" 3. "Honey" 4. "Love Me Again" 5. "Any Kind of Guy" 6. "Amazing" 7. "Call It Like I See It" 8. "Show Me" 9. "Not Giving You Up" 10. "Halfway There" 11. "Stuck" 12. "No Idea" 13. "Confetti Falling" 14. "Cover Girl / Watermelon Sugar / Hot in Herre / I'm Too Sexy / Giant Turd" (Acoustic) 15. "I Know You Know"(Acoustic) 16. "Worldwide"(Acoustic) 17. "Time of Our Life" 18. "Paralyzed" 19. "Fall" 20. "Never Gonna Give You Up" (Rick Astley cover) (con Rick Astley) 21. "City Is Ours / Big Night / Til I Forget About You" 22. "Nothing Even Matters" 23. "If I Ruled the World" 24. "Big Time Rush" 25. "Boyfriend" |

| America del Norte - Nueva York |
| --- |
| 1. "Windows Down" 2. "Music Sounds Better With U" 3. "Honey" 4. "Love Me Again" 5. "Any Kind of Guy" 6. "Amazing" 7. "Call It Like I See It" 8. "Dale Pa' Alla" (Live Debut) (con Maffio) 9. "Show Me" 10. "Not Giving You Up" 11. "Halfway There" 12. "Stuck" 13. "No Idea" 14. "Confetti Falling" 15. "Cover Girl / As It Was / Can't Feel My Face / I'm Too Sexy / Giant Turd" (Acoustic) 16. "I Know You Know" (Acoustic) 17. "Worldwide" (Acoustic) 18. "Time of Our Life" 19. "Paralyzed" 20. "Fall" 21. "City Is Ours / Big Night / Til I Forget About You" 22. "Nothing Even Matters" 23. "If I Ruled the World" 24. "Big Time Rush" 25. "Boyfriend" |

## Actos de Apertura
- Dixie D'Amelio (Norteamérica)
- Spencer Sutherland (Norteamérica)[5][6]
- Sergyo (Chile)

## Shows
| Fecha                 | Ciudad            | País           | Lugar                                     | Acto de apertura   |              |              |
| Norteamérica          | Norteamérica      | Norteamérica   | Norteamérica                              | Norteamérica       | Norteamérica | Norteamérica |
| --------------------- | ----------------- | -------------- | ----------------------------------------- | ------------------ | ------------ | ------------ |
| 23 de junio de 2022   | Oxon Hill         | Estados Unidos | MGM National Harbor                       | Dixie D'Amelio     |              |              |
| 24 de junio de 2022   | Bridgeport        | Estados Unidos | Hartford HealthCare Amphitheater          | Dixie D'Amelio     |              |              |
| 25 de junio de 2022   | Gilford           | Estados Unidos | Bank of New Hampshire Pavilion            | Dixie D'Amelio     |              |              |
| 26 de junio de 2022   | Bostón            | Estados Unidos | Leader Bank Pavilion                      | Dixie D'Amelio     |              |              |
| 28 de junio de 2022   | Filadelfia        | Estados Unidos | TD Pavilion                               | Dixie D'Amelio     |              |              |
| 30 de junio de 2022   | Nueva York        | Estados Unidos | Madison Square Garden                     | Dixie D'Amelio     |              |              |
| 1 de julio de 2022    | Hershey           | Estados Unidos | Giant Center                              | Dixie D'Amelio     |              |              |
| 2 de julio de 2022    | Darien Center     | Estados Unidos | Darien Lake Amphitheater                  | Dixie D'Amelio     |              |              |
| 3 de julio de 2022    | Atlantic City     | Estados Unidos | Boardwalk Hall                            | Dixie D'Amelio     |              |              |
| 6 de julio de 2022    | Cincinnati        | Estados Unidos | Andrew J. Brady Music Center              | Dixie D'Amelio     |              |              |
| 7 de julio de 2022    | Chicago           | Estados Unidos | Huntington Bank Pavilion                  | Dixie D'Amelio     |              |              |
| 8 de julio de 2022    | Cuyahoga Falls    | Estados Unidos | Blossom Music Center                      | Dixie D'Amelio     |              |              |
| 9 de julio de 2022    | Pittsburgh        | Estados Unidos | Petersen Events Center                    | Dixie D'Amelio     |              |              |
| 10 de julio de 2022   | Sterling Heights  | Estados Unidos | Michigan Lottery Amphitheater             | Dixie D'Amelio     |              |              |
| 12 de julio de 2022   | Baltimore         | Estados Unidos | Pier Six Pavilion                         | Dixie D'Amelio     |              |              |
| 14 de julio de 2022   | Franklin          | Estados Unidos | FirstBank Amphitheater                    | Dixie D'Amelio     |              |              |
| 15 de julio de 2022   | Raleigh           | Estados Unidos | Red Hat Amphitheater                      | Dixie D'Amelio     |              |              |
| 16 de julio de 2022   | Charlotte         | Estados Unidos | Charlotte Metro Credit Union Amphitheatre | Dixie D'Amelio     |              |              |
| 19 de julio de 2022   | Jacksonville      | Estados Unidos | Daily's Place                             | Dixie D'Amelio     |              |              |
| 21 de julio de 2022   | Tampa             | Estados Unidos | MidFlorida Credit Union Amphitheatre      | Dixie D'Amelio     |              |              |
| 22 de julio de 2022   | Miami             | Estados Unidos | FPL Solar Amphitheater                    | Dixie D'Amelio     |              |              |
| 23 de julio de 2022   | Orlando           | Estados Unidos | Addition Financial Arena                  | Dixie D'Amelio     |              |              |
| 24 de julio de 2022   | Atlanta           | Estados Unidos | Cadence Bank Amphitheatre                 | Dixie D'Amelio     |              |              |
| 26 de julio de 2022   | Indianápolis      | Estados Unidos | TCU Amphitheater                          | Spencer Sutherland |              |              |
| 28 de julio de 2022   | Mineápolis        | Estados Unidos | The Armory                                | Spencer Sutherland |              |              |
| 30 de julio de 2022   | Ciudad de Kansas  | Estados Unidos | T-Mobile Center                           | Spencer Sutherland |              |              |
| 31 de julio de 2022   | Maryland Heights  | Estados Unidos | Hollywood Casino Amphitheatre             | Spencer Sutherland |              |              |
| 2 de agosto de 2022   | Rogers            | Estados Unidos | The Walmart AMP                           | Spencer Sutherland |              |              |
| 3 de agosto de 2022   | Irving            | Estados Unidos | The Pavilion at Toyota Music Factory      | Spencer Sutherland |              |              |
| 4 de agosto de 2022   | Austin            | Estados Unidos | Moody Amphitheater                        | Spencer Sutherland |              |              |
| 5 de agosto de 2022   | Sugar Land        | Estados Unidos | Smart Financial Centre                    | Spencer Sutherland |              |              |
| 6 de agosto de 2022   | Hidalgo           | Estados Unidos | Payne Arena                               | Spencer Sutherland |              |              |
| 8 de agosto de 2022   | El Paso           | Estados Unidos | Don Haskins Center                        | Spencer Sutherland |              |              |
| 10 de agosto de 2022  | Los Ángeles       | Estados Unidos | YouTube Theater                           | Spencer Sutherland |              |              |
| 11 de agosto de 2022  | Irvine            | Estados Unidos | FivePoint Amphitheater                    | Spencer Sutherland |              |              |
| 12 de agosto de 2022  | San Diego         | Estados Unidos | Cal Coast Credit Union Amphitheater       | Spencer Sutherland |              |              |
| 13 de agosto de 2022  | Fénix             | Estados Unidos | Arizona Federal Theatre                   | Spencer Sutherland |              |              |
| 14 de agosto de 2022  | Alburquerque      | Estados Unidos | Isleta Amphitheater                       | Spencer Sutherland |              |              |
| 16 de agosto de 2022  | Denver            | Estados Unidos | Levitt Pavilion                           | Spencer Sutherland |              |              |
| 18 de agosto de 2022  | West Valley City  | Estados Unidos | USANA Amphitheatre                        | Spencer Sutherland |              |              |
| 20 de agosto de 2022  | Concord           | Estados Unidos | Concord Pavilion                          | Spencer Sutherland |              |              |
| 23 de agosto de 2022  | Zapopan           | México         | Auditorio Telmex                          | —                  |              |              |
| 24 de agosto de 2022  | Ciudad de México  | México         | Palacio de los Deportes                   | —                  |              |              |
| 26 de agosto de 2022  | Monterrey         | México         | Auditorio Citibanamex                     | —                  |              |              |
| 7 de febrero de 2023  | College Park      | Estados Unidos | University of Maryland                    | —                  |              |              |
| 8 de febrero de 2023  | Columbus          | Estados Unidos | Newport Music Hall                        | —                  |              |              |
| 10 de febrero de 2023 | Inglewood         | Estados Unidos | Kia Forum                                 | —                  |              |              |
| Sudamérica            |                   |                |                                           |                    |              |              |
| 23 de febrero de 2023 | Santiago de Chile | Chile          | Teatro Caupolicán                         | Sergyo             |              |              |
| 24 de febrero de 2023 | Santiago de Chile | Chile          | Teatro Caupolicán                         | Sergyo             |              |              |
| 26 de febrero de 2023 | Buenos Aires      | Argentina      | Estadio Obras Sanitarias                  | Yami Safdie        |              |              |
| 28 de febrero de 2023 | Bogotá            | Colombia       | Chamorro City Hall                        | —                  |              |              |
| 3 de marzo de 2023    | São Paulo         | Brasil         | Espaço Unimed                             | —                  |              |              |
| 5 de marzo de 2023    | Río de Janeiro    | Brasil         | Vivo Rio                                  | —                  |              |              |

### Cancelados
| Fecha (2022) | Ciudad  | País   | Lugar           |
| ------------ | ------- | ------ | --------------- |
| 4 de julio   | Toronto | Canadá | Budweiser Stage |

## Big Time Rush The City Is Ours: Live at Madison Square Garden
Es el primer evento livestream de la banda estadounidense Big Time Rush. La transmisión fue anunciada el 4 de noviembre de 2022 por medio de la cuenta de Instagram del grupo y estrenada el 23 de noviembre de 2022 mediante la plataforma digital Veeps. Presentando el concierto realizado por la banda el 30 de junio de 2022 en el Madison Square Garden de la ciudad de Nueva York como celebración por haberse presentado en dicho recinto por primera vez como acto principal y además haber conseguido agotar las entradas del lugar en cuestión de horas. Además se presenta una entrevista exclusiva con la banda e imágenes detrás de escena de la presentación. El 8 de diciembre de 2022 el espectáculo se puso a la venta on demand dentro de la aplicación del evento.